# انواع آبشار

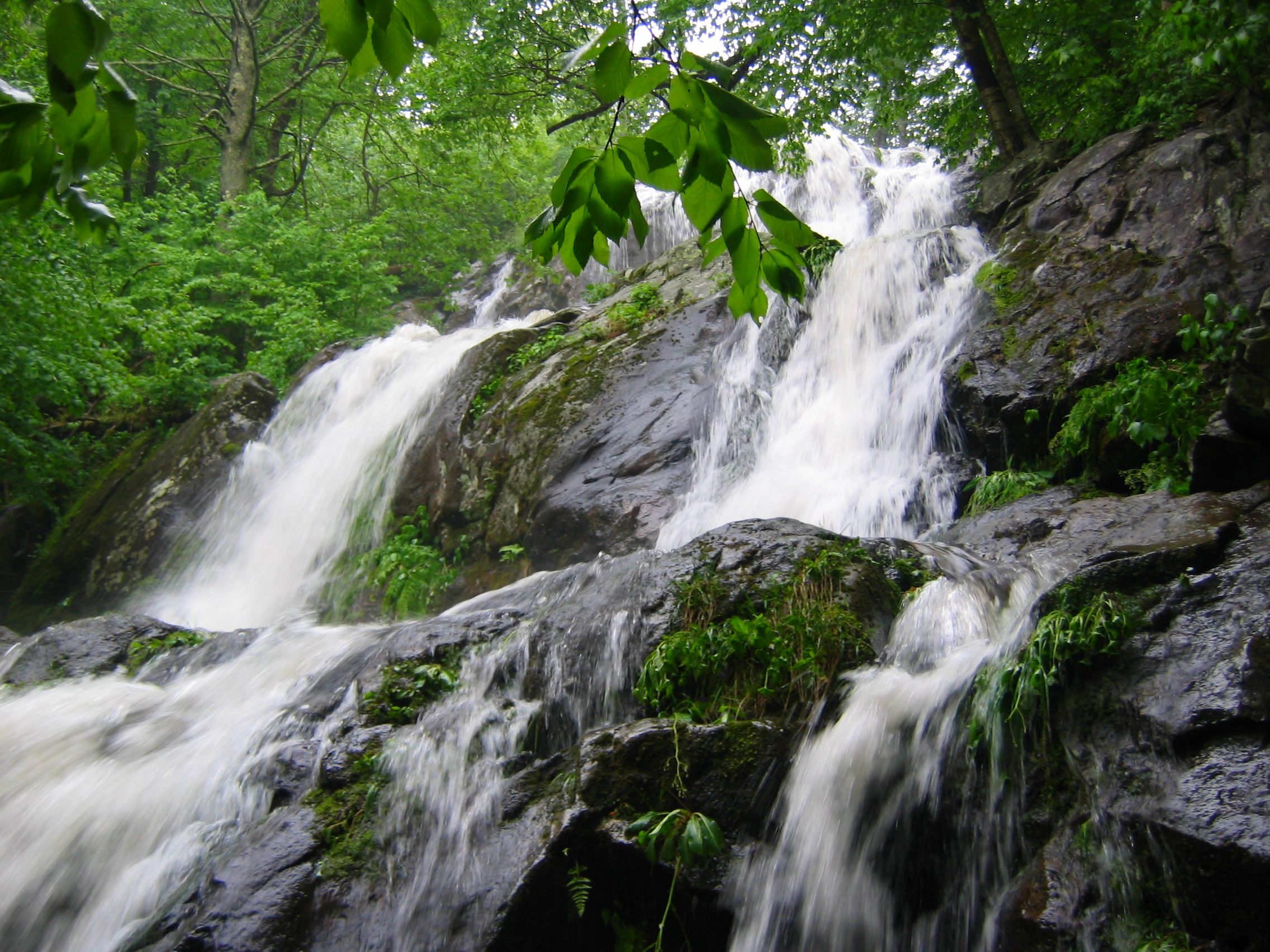
نمونه‌ای از یک آبشار چند صخره‌ای.

آبشارها دارای انواع مختلفی هستند که شامل موارد زیر می‌شوند:
شیرجه‌ای: ریزش آب عمودی است و به شکلی‌ست که آبشار تماس خود را با بستر جریانی رودخانه از دست می‌دهد.
دم اسبی: در این حالت آب هنوز به صورت کامل با بستر جریانی رودخانه ارتباطش را قطع نکرده‌است.
سیلی غول‌آسا: آبشار بسیار قوی و بزرگ.
چند جوی: چندین آبشار تقریباً هم‌اندازه که به می‌پیوندند.
پهن رود: آبشارهای ناشی از جریان رودخانه‌های پهن و فراخ.
چند صخره‌ای: آبشارهایی که از چندین صخره فرو می‌ریزند.
چند جریانی: آبشارهای با جریان‌های مختلف.
قطره‌ای: آبشارهایی که به صورت قطره‌ای و با جریان ناپیوسته فرو می‌ریزند.
تنگ راه: آبشارهایی که از یک مسیر تنگ فرو پاشیده می‌شوند.
افقی: آب به صورت افقی پاشیده و پخش می‌گردد به طوری که قسمتی از آن در تماس با بستر رود است